# 南奥田町
南奥田町（みなみおくだちょう）は、愛知県西尾市の地名。

## 地理

### 学区
- 公立高等学校 - 三河学区
- 公立中学校 - 西尾市立寺津中学校[WEB 6]
- 公立小学校 - 西尾市立寺津小学校[WEB 6]

### 河川・池沼
- 矢作川
- 平坂入江

## 歴史

### 町名の由来
奥田新田の南側にあたることから「南奥田新田」と称されたことによる。

### 人口の変遷
国勢調査による人口および世帯数の推移。
| 1995年（平成7年）  | 7世帯 27人  |  |
| 2000年（平成12年） | 4世帯 8人   |  |
| 2005年（平成17年） | 19世帯 63人 |  |
| 2010年（平成22年） | 20世帯 64人 |  |
| 2015年（平成27年） | 20世帯 59人 |  |
| 2020年（令和2年）  | 19世帯 52人 |  |

### 沿革
- 1906年（明治39年） - 矢作川と平坂入江に挟まれた海面を奥田正香と平坂村の柵木太蔵が埋め立て許可を得る[1]。
- 1907年（明治40年） - 工事着手[1]。
- 1912年（明治45年） - 120町の造成が成る[1]。この年より、小作人による稲作が開始される[1]。
- 1912年（大正元年） - この年の暴風雨で約700メートルの堤防が決壊する[1]。
- 1913年（大正2年） - 平坂村小栗新田字南奥田新田が成立[1]。この年の暴風雨および高潮により、約540メートルの堤防が決壊する[1]。
- 1951年（昭和26年） - 幡豆郡平坂町の一部により、同町大字南奥田が成立する[1]。
- 1954年（昭和29年） - 西尾市大字南奥田となる[1]。10月、同市南奥田町となる[1]。

## 施設
- 神明社

奥田正香の私邸に祭られていた祠に由来する。

### WEB
1. ↑  “愛知県西尾市の町丁・字一覧”.   人口統計ラボ. 2023年12月31日閲覧。
2. 1 2  総務省統計局 (2022年2月10日). “令和2年国勢調査の調査結果(e-Stat) - 男女別人口，外国人人口及び世帯数－町丁・字等” (CSV). 2023年8月2日閲覧。
3. ↑  “読み仮名データの促音・拗音を小書きで表記するもの(zip形式) 愛知県” (zip).   日本郵便 (2024年2月29日). 2024年3月26日閲覧。
4. ↑  “市外局番の一覧” (PDF).   総務省 (2022年3月1日). 2022年3月22日閲覧。
5. ↑  “ナンバープレートについて”.   一般社団法人愛知県自動車会議所. 2024年1月21日閲覧。
6. 1 2  西尾市教育委員会事務局 学校教育課 (2023年6月2日). “小中学校の通学区域” (PDF).   西尾市. 2024年4月11日閲覧。
7. ↑  総務省統計局 (2014年3月28日). “平成7年国勢調査の調査結果(e-Stat) - 男女別人口及び世帯数 －町丁・字等” (CSV). 2021年7月20日閲覧。
8. ↑  総務省統計局 (2014年5月30日). “平成12年国勢調査の調査結果(e-Stat) - 男女別人口及び世帯数 －町丁・字等” (CSV). 2021年7月20日閲覧。
9. ↑  総務省統計局 (2014年6月27日). “平成17年国勢調査の調査結果(e-Stat) - 男女別人口及び世帯数 －町丁・字等” (CSV). 2021年7月21日閲覧。
10. ↑  総務省統計局 (2012年1月20日). “平成22年国勢調査の調査結果(e-Stat) - 男女別人口及び世帯数 －町丁・字等” (CSV). 2021年7月21日閲覧。
11. ↑  総務省統計局 (2017年1月27日). “平成27年国勢調査の調査結果(e-Stat) - 男女別人口及び世帯数 －町丁・字等” (CSV). 2021年7月21日閲覧。

### 書籍
1. 1 2 3 4 5 6 7 8 9 10 11 12  「角川日本地名大辞典」編纂委員会 1989, p. 1284.